# Chris Tucker
Christopher Tucker (født 31. august 1971 i Atlanta, Georgia) er en amerikansk skuespiller og komiker, som er kendt for sin karakteristiske højfrekvente stemme og sine mange optrædener som nervøse og overspændte rollefigurer.

## Karriere
Tuckers første store filmrolle var sammen med rapperen Ice Cube i kultfilmen Friday fra 1995. Han har også haft optrædener sammen med Charlie Sheen i Money Talks fra 1997 og sammen med Bruce Willis i Det femte element det samme år. Senere havde han en af hovedrollerne i kampsportfilmen Rush Hour fra 1998, samt i opfølgeren Rush Hour 2, hvor han spillede James Carter, en bedrevidende, irriterende detektiv. 
Den 19. april 2005 blev Tucker arresteret af politiet i Georgia for at have kørt for hurtigt og for at stikke af fra politiet, da de vinkede ham til siden. Ifølge Sheriffen kørte Tucker over 175 km/t i sin Bentley. Tucker påstod at han havde travlt, fordi han var ved at komme for sent til kirke.
I dag udfører Tucker stand-up, og optræder i en lille rolle som Mariah Careys passager i videoen til hendes hit Shake It Off fra 2005. Han optræder også i 2pacs musikvideo til California Love. Han var også med i en af Michael Jackson musikvideoer (you rock my world)

## Udvalgt filmografi
| År   | Film                    | Rolle               |
| ---- | ----------------------- | ------------------- |
| 1994 | House Party 3           | Johnny Booze        |
| 1995 | Panther                 | Sikkerhedsvagt      |
| 1995 | Friday                  | Smokey              |
| 1995 | Dead Presidents         | Skip                |
| 1997 | Jackie Brown            | Beaumont Livingston |
| 1997 | Money Talks             | Franklin Hatchett   |
| 1997 | Det femte element       | Ruby Rhod           |
| 1998 | Rush Hour               | James Carter        |
| 2001 | Rush Hour 2             | James Carter        |
| 2007 | Rush Hour 3             | James Carter        |
| 2012 | Silver Linings Playbook | Danny McDaniels     |